# Калинівка (Керченський район)
Кали́нівка (МФА: [kɐˈɫɪɲiu̯kɐ] ( прослухати); до 1948 — Кьорпє́, крим. Körpe) — село Керченського району Автономної Республіки Крим.
Відстань від райцентру до населеного пункта становить 57 кілометрів по прямій.
У 2023 році у проєкті Постанови Верховної Ради України «Про перейменування деяких населених пунктів Автономної Республіки Крим» село запропоновано перейменувати на Кьорпе.

## Релігія
У 2019 році почалося будівництво мечеті.